# Emanuele Severino

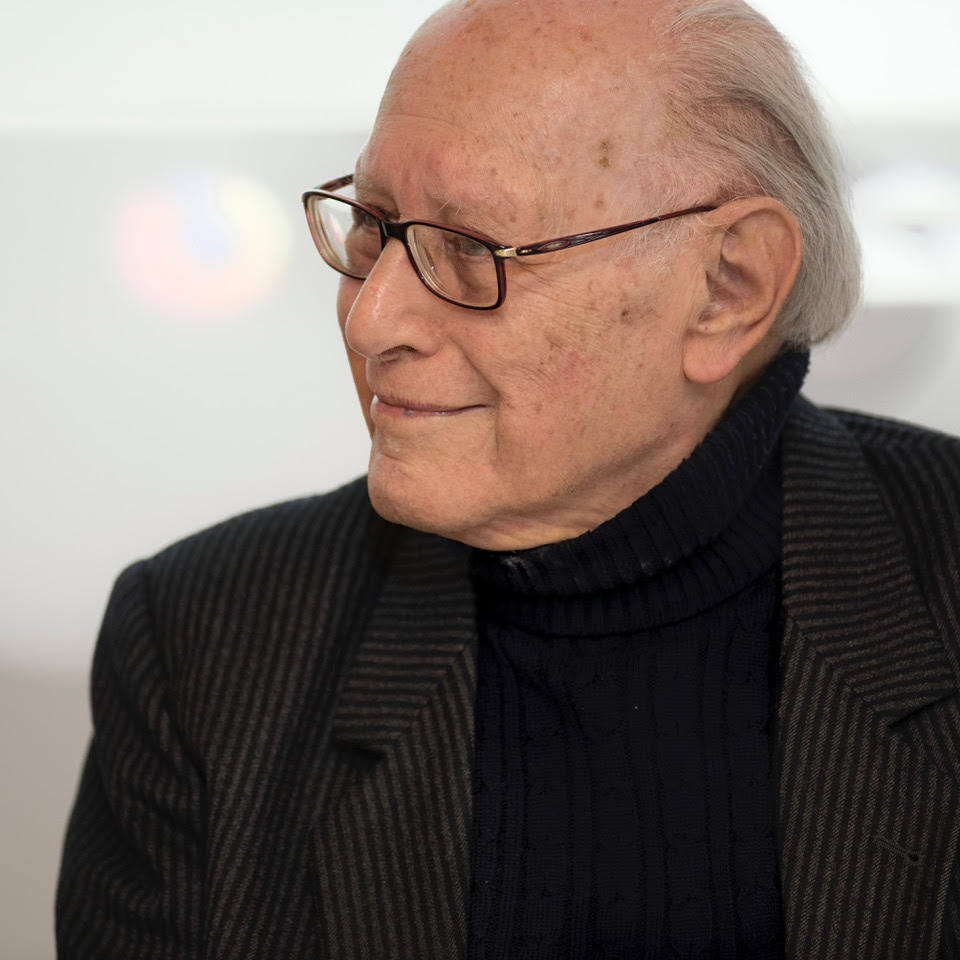
Emanuele Severino, 2019

Emanuele Severino (* 26. Februar 1929 in Brescia; † 17. Januar 2020 ebenda) war ein italienischer Philosoph.

## Leben
Severino studierte an der Universität von Pavia und machte dort seinen Abschluss bei Gustavo Bontadini mit einer Arbeit über Martin Heidegger und die Metaphysik (Heidegger e la metafisica).
Danach war er freier Dozent der Theoretischen Philosophie, unter anderem an der Università Cattolica del Sacro Cuore in Mailand. 1962 wurde er dort Professor für Moralphilosophie, bis er acht Jahre später an die Universität Venedig berufen wurde. Dort lehrte er als Ordinarius bis 1989 wieder theoretische Philosophie.
Severino beruft sich auf Parmenides und lehrt, basierend auf dem Satz der Identität, dass alle Dinge ewig sind. Seit Platon und Aristoteles würde in der europäischen Philosophie der Nihilismus herrschen, da die Philosophie annehme, dass Dinge aus dem Nichts entstehen und auch wieder ins Nichts vergehen können. Daher basiere die europäische Philosophie seit Platon auf einem Grundirrtum, der durch eine Rückkehr zu Parmenides zu überwinden sei.

## Werke
- Heidegger e la metafisica (1950).
- La struttura originaria (1958).
- Studi di filosofia della prassi (1962).
- Essenza del nichilismo (1972) [deut. üb. Vom Wesen des Nihilismus, Klett-Cotta, Stuttgart 1983].
- Gli abitatori del tempo (1978).
- Legge e caso (1979).
- Techne. Le radici della violenza (1979).
- Destino della necessità. Katà to chreòn (1980).
- Il parricidio mancato (1985).
- La tendenza fondamentale del nostro tempo (1988).
- La filosofia futura (1989).
- Il giogo. Alle origini della ragione: Eschilo (1989).
- Il nulla e la poesia. Alla fine dell'eta' della tecnica: Leopardi (1990).
- Oltre il linguaggio (1992).
- Il declino del capitalismo (1993).
- Tautótes (1995).
- Pensieri sul Cristianesimo (1995).
- Cosa arcana e stupenda. L'Occidente e Leopardi (1998).
- L'anello del ritorno (1999).
- La gloria : ássa ouk élpontai : risoluzione di "Destino della necessità" (2001).
- Fondamento della contraddizione (2005).
- Oltrepassare (2007).
- La morte e la terra (2011).
- Intorno al senso del nulla (2013).
- Dike (2015).
- Storia, Gioia (2016).

## Auszeichnungen
- 1985: Premio Internazionale Federico Nietzsche der italienischen Nietzsche-Gesellschaft
- 2001: Großkreuz des Verdienstordens der Italienischen Republik

## Sekundärliteratur
- C. Fabro: L'alienazione dell'Occidente. Osservazioni sul pensiero di Emanuele Severino. Genua 1981
- A. Antonelli: Verità, nichilismo, prassi. Saggio sul pensiero di Emanuele Severino. Rom 2003
- D. Sperduto: Sehen ohne zu sehen oder der Untergang des Todes / Vedere senza vedere ovvero Il crepuscolo della morte. Vorwort von E. Severino, Schena ed., Fasano 2007
- A. Carrera: La consistenza del passato. Heidegger, Nietzsche, Severino. Mailand 2007, ISBN 978-88-7698-119-7